# Народен сговор
Народният сговор е българска политическа организация, съществувала през 1921 – 1923 година и играла активна роля в осъществяването на Деветоюнския преврат.
Основан е на 14 октомври 1921 година в София, като сред основателите са интелектуалци, като Александър Греков, Александър Цанков, Димитър Мишайков и Тодор Кулев, действащи и запасни офицери, като Иван Луков и Кимон Георгиев, и хора от деловите среди, като Петър Г. Петрович. Повечето основатели на организацията са масони.
Целите на Народния сговор, публично обявени на 15 март 1922 година, включват консолидация на опозиционните на Българския земеделски народен съюз партии и обществени групи върху принципите на „духовно единство на нацията“, „социална полза и справедливост“ и „издигане престижа на държавната власт“.
След референдума за съдене виновниците за националната катастрофа (1922), в резултат на който лидерите на опозиционния Конституционен блок се оказват в затвора заради участието си в управлението по време на Междусъюзническата и Първата световна война, загубени от България, както и след изборите от април 1923, спечелени с пълно мнозинство от БЗНС на Александър Стамболийски, водачите на Народния сговор, заедно с Военния съюз и Вътрешната македонска революционна организация, организират Деветоюнския преврат като единствено възможно средство за овладяване на властта. Стамболийски, кметът на София Крум Попов и други земеделски дейци са убити, а правителството на Александър Цанков взема властта. През август същата година Народният сговор и бившите опозиционни партии от Конституционния блок се вливат в новосъздадения Демократически сговор.
Сговорът е наричан презрително от някои от противниците си „Черния блок“ или „Черния кървав блок“.

## Лидери
- 1921 – 1922: Александър Греков
- 1922 – 1923: Александър Цанков